# Chiesa di Santa Maria della Fava
La chiesa di Santa Maria della Fava, originariamente Santa Maria della Consolazione, è un edificio religioso della città di Venezia, situato nel sestiere di Castello.
La chiesa si trova a pochi passi dal campo San Bartolomeo, vicino a Rialto.

## Storia
La dedicazione iniziale a Santa Maria della Consolazione fu presto sostituita con il nome attuale, dovuto al piccolo ponte sito davanti a lei, detto della Fava. Secondo il detto popolare le fu attribuito per la presenza di una pasticceria nelle vicinanze, ma probabilmente perché voluta dalla famiglia Fava, originaria di Ferrara.
La chiesa è sita nei pressi di San Lio ed è stata voluta dai parrocchiani che lì abitavano, per accogliere un dipinto della Madonna ospitato da un muro di Ca' Dolce. Venne terminata nel 1500.
Nel 1662 venne posto sotto la giurisdizione dei Procuratori di San Marco, per passare poi alla Congregazione dell'Oratorio di San Filippo Neri.
All'inizio del Settecento la vecchia chiesa venne abbattuta per lasciare lo spazio dalla nuova struttura di Antonio Gaspari.
La chiesa venne finita nel 1750 da Giorgio Massari che vi costruì l'abside; nello stesso anno anche gli interni videro la conclusione.

## Descrizione

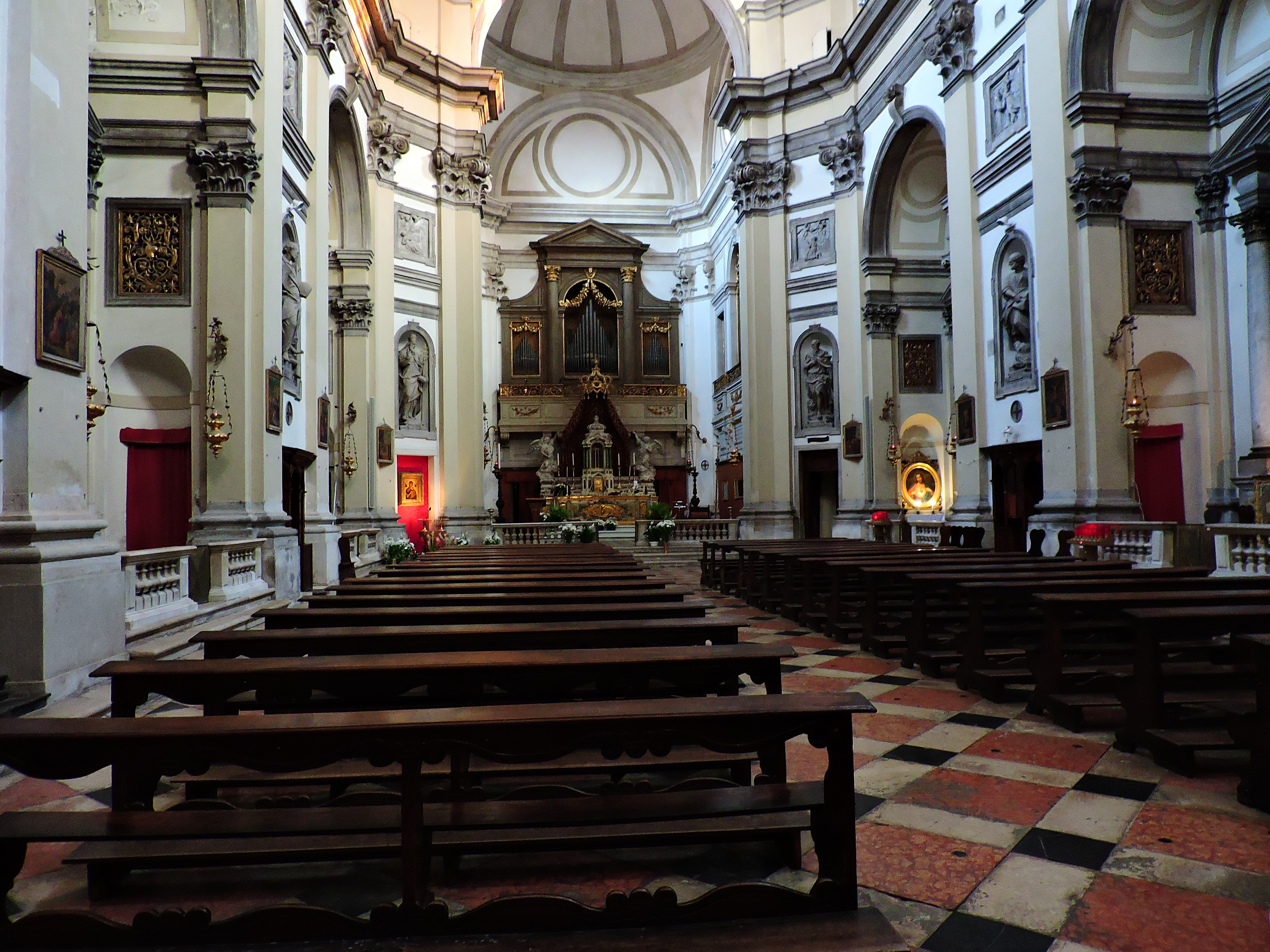
L'interno

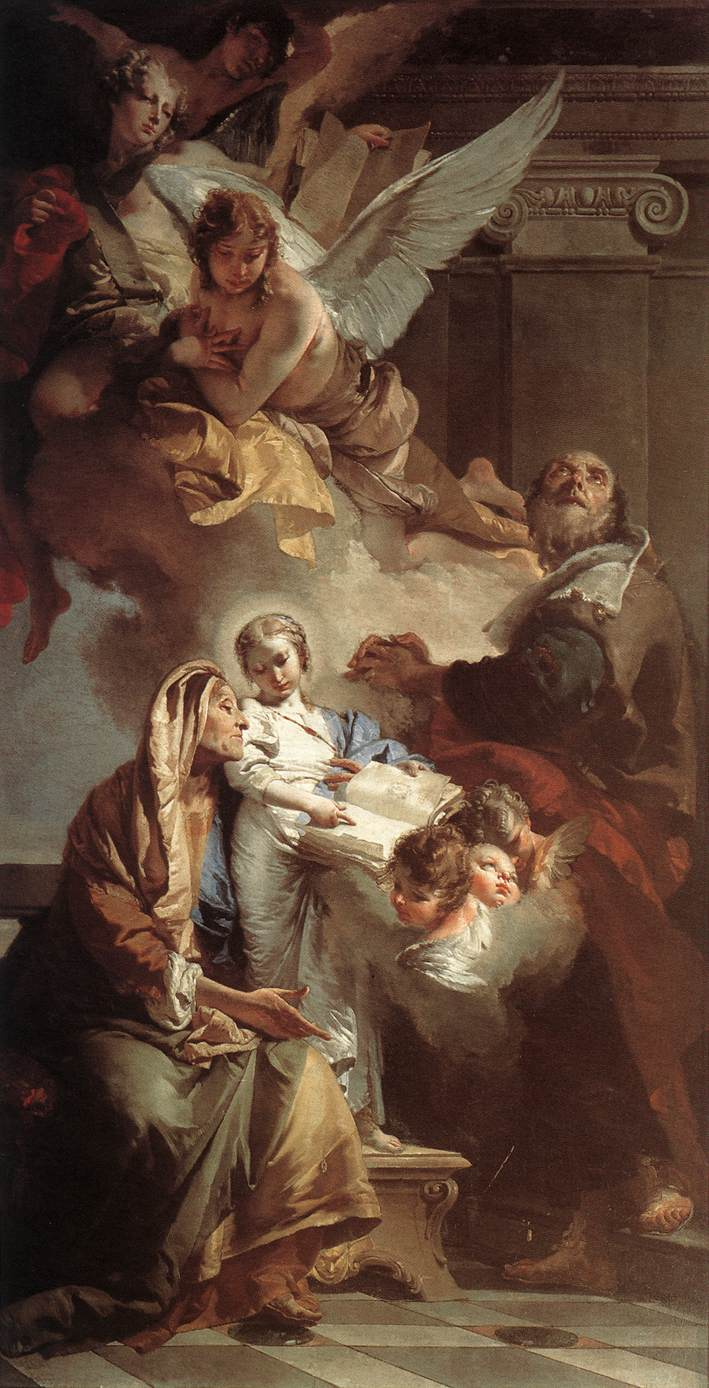
LEducazione di Maria, di Giambattista Tiepolo.

La facciata della chiesa, che si affaccia sul campo de la Fava, è incompiuta, ad eccezione del portone sormontato da un timpano marmoreo in stile barocco. Ai suoi lati si aprono due grandi nicchie semicircolari, entrambe rimaste vuote e disadorne. Ai lati dell'abside vi sono due alti campanili, anch'essi rimasti incompiuti.
L'interno dell'edificio si compone di un'unica navata coperta da volta a botte lunettata. Lungo le pareti si aprono tre cappelle per lato alternate da setti murari con paraste corinzie.
Di rilievo le otto statue di santi ed evangelisti di Giuseppe Bernardi, maestro di Antonio Canova collocate lungo la navata. Sempre dello stesso autore sono i rilievi che raffigurano Episodi della vita di San Filippo Neri.
L'interno della chiesa ospita anche alcune tele: di Giambattista Tiepolo è la tela dell'Educazione di Maria, dipinta nel 1732 vi sono raffigurati Sant'Anna, la Vergine Bambina e San Gioacchino; la Visione di San Filippo Neri, invece, è di Giovanni Battista Piazzetta.
L'abside è a pianta quadrangolare ed è coperta da una volta cupolata. Al centro di essa vi è il barocco altare maggiore, con le sculture di due angeli, opere di Giovanni Maria Morlaiter, ai lati del tabernacolo. A ridosso della parete di fondo, sopra una cantoria, vi è un organo a canne risalente al 1754 e costruito dalla ditta Serassi inserito in una solenne cassa lignea con dorature.